# Żwacz (anatomia owadów)
Żwacz (łac. colon) – tylna część jelita tylnego części owadów. Położony jest pomiędzy jelitem cienkim (ileum), a jelitem prostym (rectum).
Żwacz oddzielony jest zwykle od jelita cienkiego przewężeniem i może się od niego różnić histologicznie. Może być także przekształcony w komorę fermentacyjną lub narząd zawierający bakterie i pierwotniaki uczestniczące w rozkładzie drewna.
Żwacz bywa określany jako jelito grube (ang. large intestine), jednak jego średnica nie zawsze jest większa niż jelita cienkiego.